# Rothschild-pápuapatkány
A Rothschild-pápuapatkány (Mallomys rothschildi) az emlősök (Mammalia) osztályának a rágcsálók (Rodentia) rendjébe, ezen belül az egérfélék (Muridae) családjába tartozó faj.
Az állat a Mallomys emlősnem típusfaja.

## Előfordulása
Új-Guinea központi fennsíkian található meg.

## Megjelenése
A Rothschild-pápuapatkány angol neve Rothschild's Woolly Rat, bundájára utal. Testhossza 37 centiméter, ebből a farok 41 centiméter. Testtömege 1,3 kilogramm.

## Életmódja
Fán élő faj, fészkét is egy odúban készíti el. Szinte kizárólag növényeket (főként hajtásokat) eszik. A Rothschild-pápuapatkány magányos állat.